# Svetljana
Svetljana je žensko osebno ime.

## Izvor imena
Ime Svetljana je različica ženskega osebnega imena Svetlana.

## Pogostost imena
Po podatkih Statističnega urada Republike Slovenije na dan 31. decembra 2007 v Sloveniji ni bilo ženskih oseb z imenom Svetljana ali pa je bilo število nosilk tega imena manjše od 5.